# Замок Милотице
Замок Милотице (чеш. Zámek Milotice) — замок в стиле барокко в Милотице (район Годонин Южноморавского края), Чехия.

## История
Крепость в Милотице впервые упоминается в документах XIV века.
В эпоху возрождения крепость перестроили в жилой замок. Архитектурный облик замка до сих пор сохраняет детали сооружения эпохи возрождения, несмотря на значительные перестройки.
Современный вид замок приобрёл во 2-й половине XVII века. Именно тогда добавили четыре угловые башни, которые продолжают условные оси с центрального двора замка. В конце Тридцатилетней войны замок приобрёл Габриэль Сереньи (1615—1664), а потомки рода Сереньи владели замком до начала XIX века.
В 1-й половине XVIII века по инициативе владельца замка, графа Карла Антона Сереньи, замок был переделан. Перестройки осуществлялись в два этапа — в 1719—1725 и 1738—1743 годах.
В истории замка не всё известно из-за того, что его архив хранится в Мюнхене.
После Второй мировой войной имущество последнего владельца замка было конфисковано согласно декретам президента Бенеша. В 1948 году замок был открыт для посещения.
В настоящее время в замке проводят концерты фольклорной и классической музыки, рождественские праздники, постоянные и временные выставки. На территории парка в летний период действует театр. Помещение оранжереи сдают в аренду под свадебные церемонии.

## Строительство замка
Замок был построен по четырёхугольному плану с четырьмя угловыми башнями. Крыша с переломом, каждая башня выше крыши и имеет фигурное покрытие. Фасады украшены пилястрами и лопатками без капителей. В окнах второго и третьего этажей сохранились ставни. Дворцовых черт фасаду прибавляют овальные окна башен, фронтоны и аттика с рельефами, а также лестницы в стиле барокко. Первый этаж внутреннего дворика замка имеет открытые колоннады, частично заложенные при перестройках.
С парадного въезда сохранены сухие рвы и каменный мост. Вход в парадный двор украшают барочные ворота с крылатыми конями, напоминающими Пегаса, покровителя поэтов. Небольшое количество украшений на главном фасаде компенсировано скульптурами на въездном мосте, где расположены сфинксы с женскими головами, группы путто, декоративные вазы в стиле барокко и фигуры воинов. Их создал скульптор Якоб Шлеттер. Декоративные вазы также установлены на заборах парадного двора. Замковую часовню в XVIII веке украсил фресками художник Йозеф Игнац Mилдорфер.

### Библиотека замка
Количество книг замковой библиотеки достигало 5000 экземпляров. Владелец замка имел свой экслибрис. Среди книг преобладали издания XVII—XIX веков на нескольких европейских языках — латинском, французском, чешском, немецком, венгерском. В библиотеке были книги по разному кругу вопросов — технологии, религии, садоводству, искусству, а также художественные произведения.

### Сад замка
За дворцом на небольших террасах разбит сад в регулярном стиле, территория которого разделена фигурной балюстрадой. Сад создан по проекту ландшафтного архитектора Антонина Циннера в 1719 году. Его площадь достигала 4,5 гектара.
Протяжённый партер имеет мало украшений, среди которых придворцовая терраса с балюстрадой, небольшие фонтаны и подстриженные кусты. Пейзажная часть сада украшена беседкой под черепичной крышей и искусственной руиной. Парк ухожен, проведена санитарная вырубка больных и засохлых деревьев. Расчищенные аллеи обсажены молодыми каштанами. Работы проведены при поддержке Европейского фонда регионального развития (ЕФРР), который оплатил 85 % затрат.

## Фотогалерея

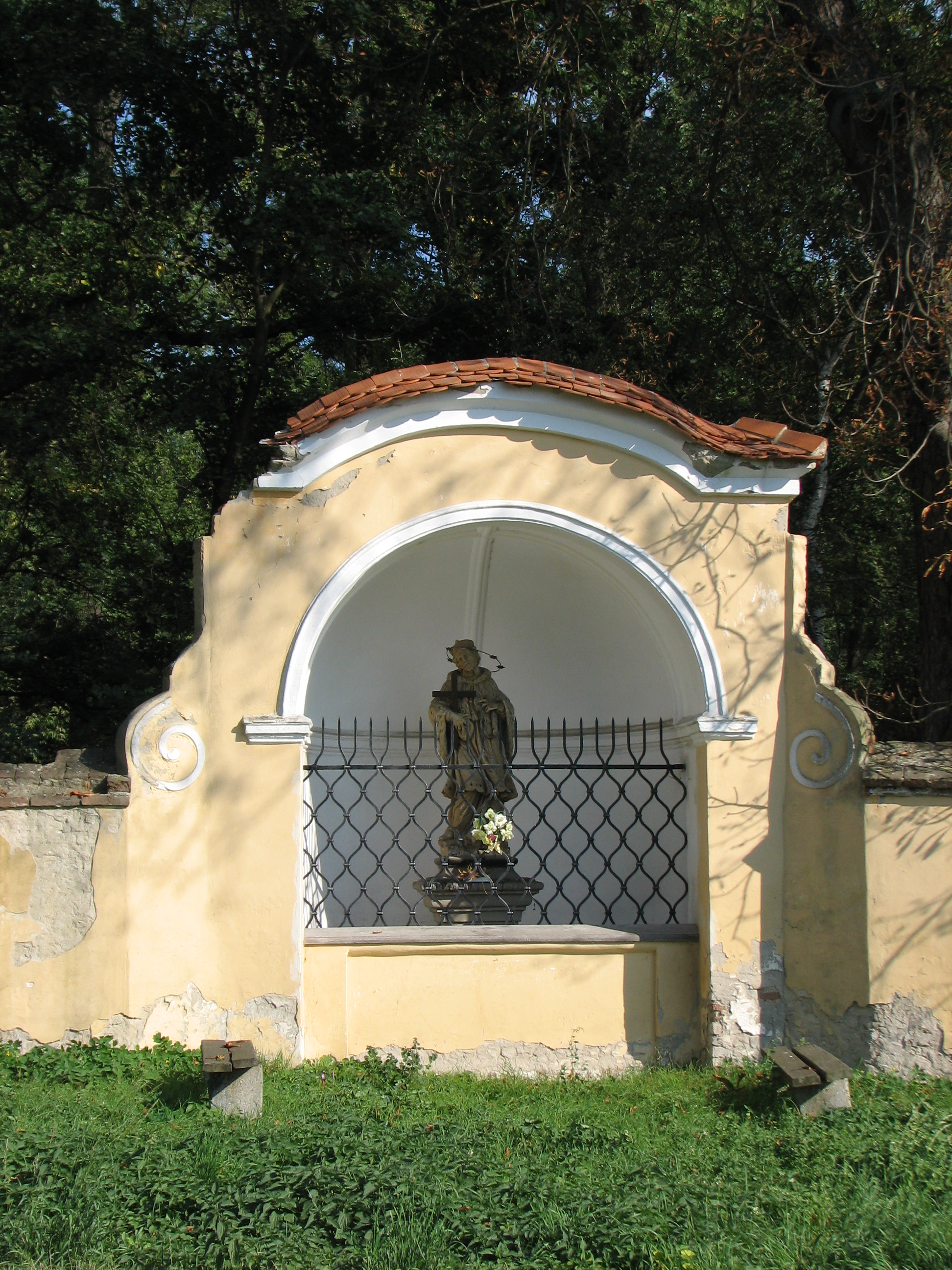
Часовня в форме небольшой полуротонды
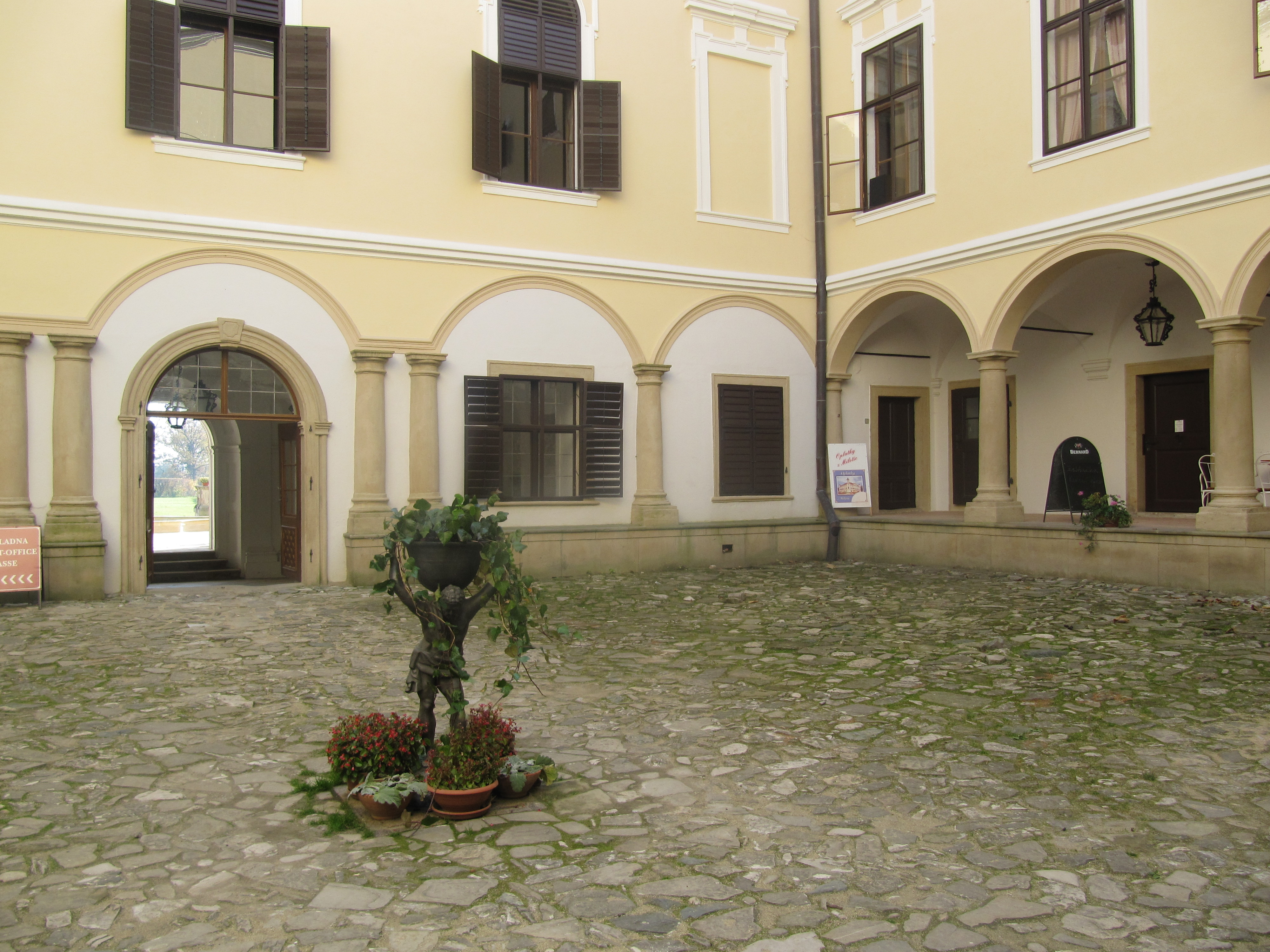
Скульптура во дворике
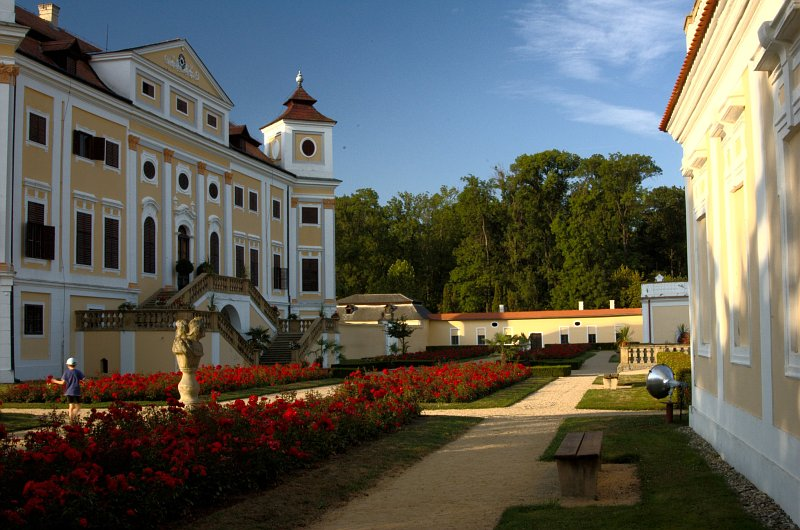
Бывший хоздвор, превращённый в цветник
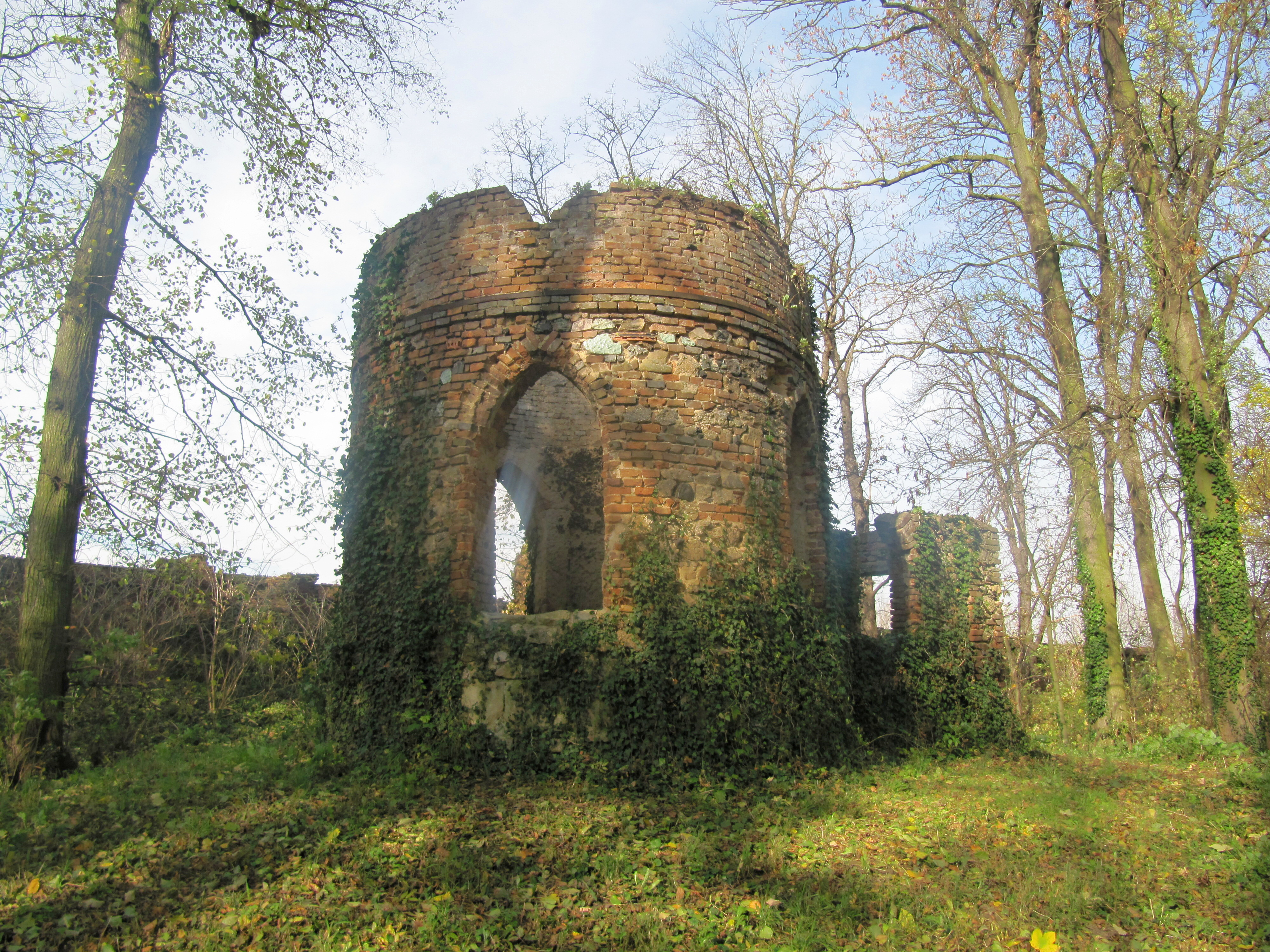
Искусственная руина в парке
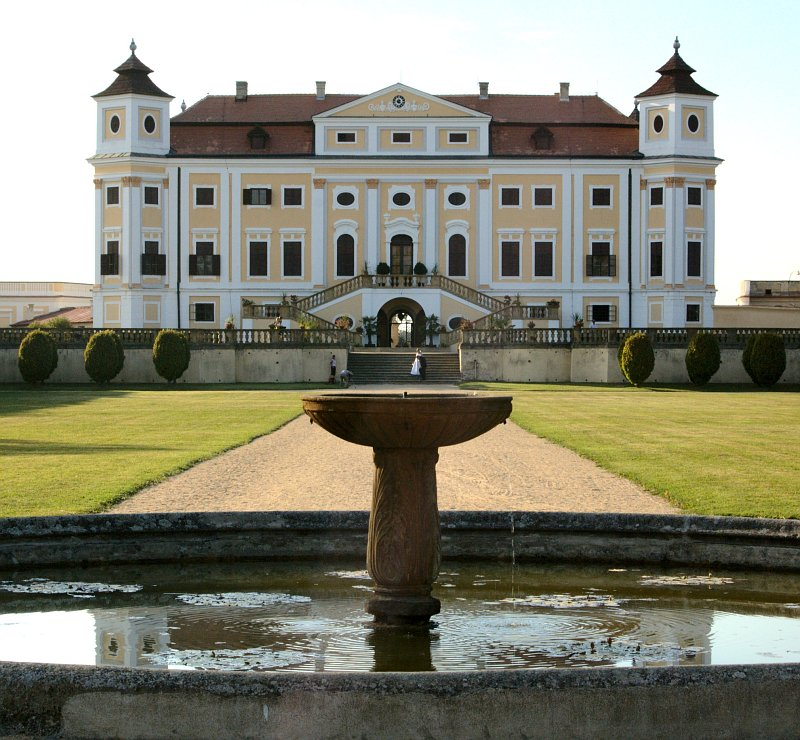
Фасад из сада
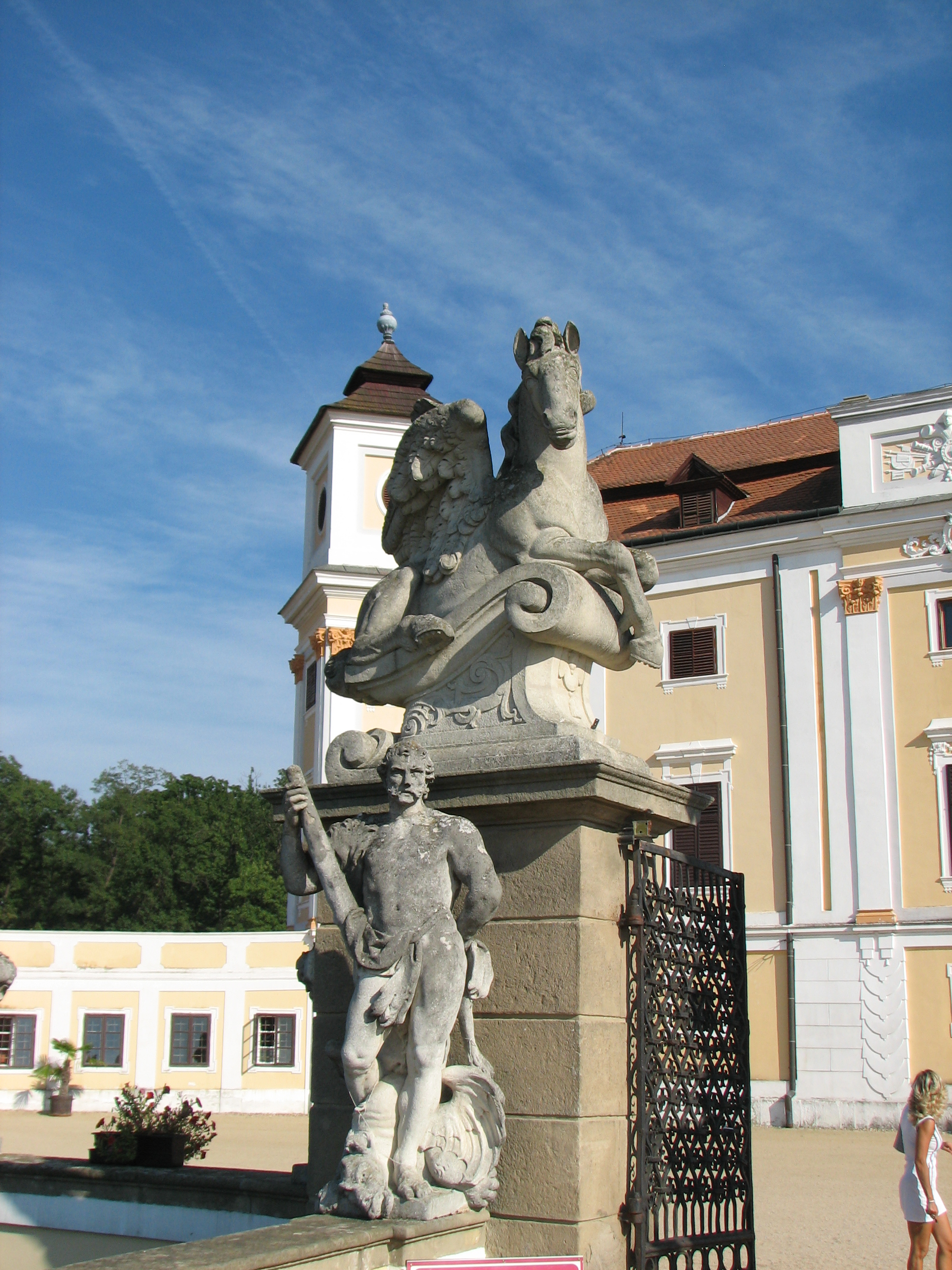
Геркулес и Пегас (входные ворота)
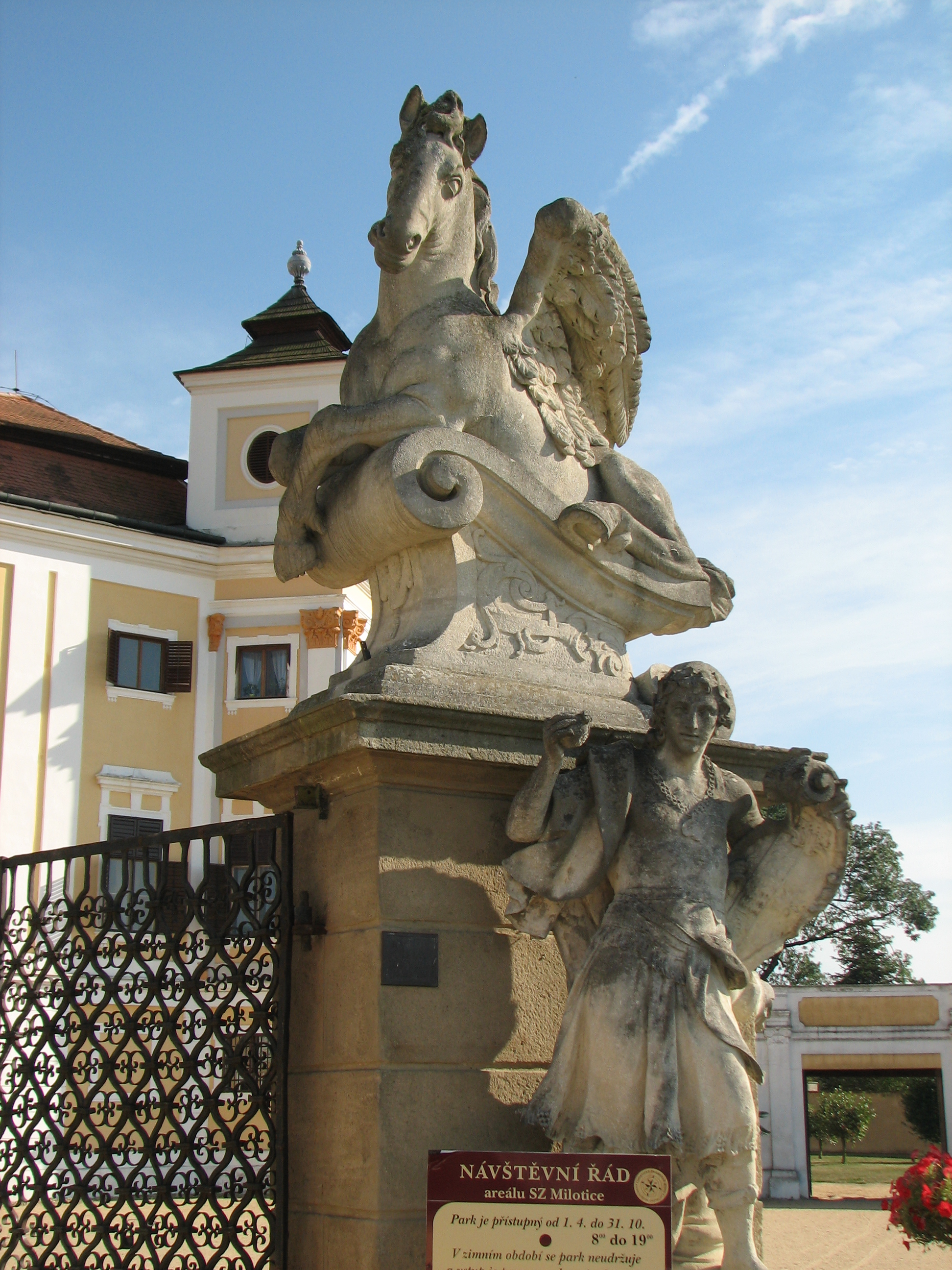
Юноша с гербом владельцев замка и Пегас (входные ворота)
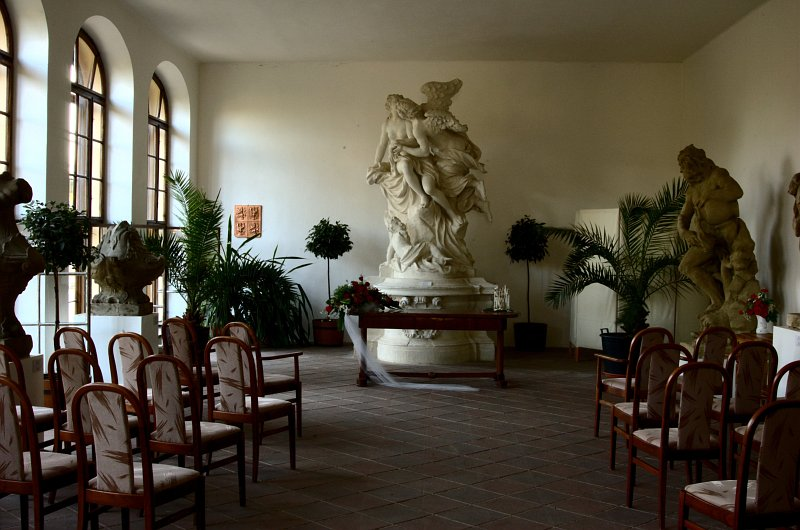
Скульптура в стиле барокко в оранжерее замка